# Угловский район (Боровичский округ)
Угловский район — административно-территориальная единица в составе Боровичского округа Ленинградской области РСФСР в 1927—1932 годах.
При образовании района, в августе 1927 года, райцентром был определён посёлок при станции Угловка, в состав района вошли 25 сельсоветов из упразднённой Новгородской губернии:
- Из прежнего Боровичского уезда, из состава упразднённой Рядокской волости: Большекрестовский, Бурегский, Валдайковский, Заболотский, Молоденский (Молоденовский), Пиросский (Пирусский), Рядокский и Селищенский сельсоветы, а из прежней Боровичской волости — Угловский и Шегринский сельсоветы;
- Из прежнего Валдайского уезда, из состава упразднённой Локотской волости: Заручевский, Малокрестовский, Мельницкий, Осиновский, Подолицкий, Сковородский и Стегновский; из прежней Березайской волости: Берёзовский, Горский, Грядский, Корыхновский, Кузнецовский, Липский, Мартыновский, Мишневский и Сопкинский.

В конце 1927 года в районе были переименованы: Грядский сельсовет в Суховский сельсовет, Заболотский сельсовет в Денесинский сельсовет и Мельницкий сельсовет в Боровенский сельсовет. В ноябре 1928 года Шегринский сельсовет был переименован в Иногощенский сельсовет, а также были укрупнены сельсоветы, тогда были вновь образованы: новый Берёзовский сельсовет из упразднённых Заручевского и Стегновского сельсоветов; Лыкошинский сельсовет — из упразднённого Кузнецовского сельсовета и частей упразднённых Липского и Валдайковского сельсоветов; Реченский сельсовет из упразднённых Пиросского (Пирусского) и Молоденовского сельсоветов, а также к Мартыновскому сельсовету были присоединены части упразднённых Липского и Валдайковского сельсоветов и упразднённый Горский сельсовет, к Сопкинскому сельсовету был присоединён упразднённый Мишневский сельсовет, к Суховскому сельсовету был присоединён упразднённый старый Берёзовский сельсовет — из прежней Березайской волости Валдайского уезда, территория упразднённого Сковородского сельсовета отошла в Боровенскому и Осиповскому сельсоветам. В соответствии с постановлением Президиума ВЦИК от 10 декабря 1928 года из Крестецкого района Новгородского округа в Угловский район были перечислены населённые пункты Горушка, Пяткино и Яшково, а в декабре 1928 года из Угловского района выбыл Корыхновский сельсовет: в Бологовский район перешли населённые пункты сельсовета — станция Алёшенка и деревня Корыхново; в Валдайский район — деревня Горка и выселки Веретье и Терехово. 30 июля 1930 года Боровичский округ был упразднён и район стал подчинён непосредственно Леноблисполкому.
В соответствие постановлению Президиума ВЦИК от 1 января 1932 года Угловский район был упразднён. Лыкошинский, Мыртыновский и Сопкинский сельсоветы района вошли в состав Бологовского района; Бурегский, Денесинский, Реченский и Рядокский сельсоветы вошли в состав Боровичского района; а Берёзовский, Большекрестовский, Боровенский, Иногощенский, Малокрестовский, Осиповский, Селищенский, Суховский и Угловский сельсоветы вошли в состав Окуловского района.